# 하르툼주

하르툼주의 위치

하르툼주(아랍어: الخرطوم)는 수단에 있는 주(州)로, 주도는 하르툼(수단의 수도이기도 함)이며 인구는 7,152,102명(2006년 기준)이며 면적은 22,122km2이다.